# Ču Wan
Ču Wan (čínsky pchin-jinem Zhū Wán, znaky zjednodušené 朱纨, tradiční 朱紈; 29. září 1494 – 2. ledna 1550) byl politik a vojevůdce působící v čínské říši Ming za vlády císaře Ťia-ťinga. Roku 1547 byl jmenován velkým koordinátorem sün-fu Če-ťiangu a náčelníkem pobřežní obrany Če-ťiangu a Fu-ťienu, ve funkci tvrdě prosazoval zákaz soukromého zahraničního námořního obchodu – politiku „zakázaného moře“ – a nekompromisně zasahoval proti jejím narušitelům, obchodníkům, pirátům i s nimi spojeným členům místní džentry. Roku 1549 byl obžalován z neoprávněných masových poprav, což ho stálo funkci i život.

## Jméno
Ču Wan používal zdvořilostní jméno C’-čchun (čínsky pchin-jinem Zǐchún, znaky zjednodušené 子纯, tradiční 子純) a literární pseudonym Čchiou-ja (čínsky pchin-jinem Qiūyá, znaky 秋崖).

## Mládí a počátky kariéry
Ču Wan se narodil v Čchang-čou (長洲, nyní část Su-čou v provincii Ťiang-su) učiteli Ču Angovi (朱昂) a jeho konkubíně paní Š’ (施). V dětství byl Ču Wan i jeho matka předmětem šikany ze strany hlavní manželky jeho otce a svých nevlastních bratrů. Šikana začala už tři dny poté, co se narodil, když se ho hlavní manželka jeho otce snažila vyhladovět k smrti, a přetrvávala až do roku 1546. Jeho matka ho bránila, jak jen mohla, jednou ho od smrti zachránil zásah jeho strýce a bratrance. Ču Wan později nemluvil o roli svého otce v těchto událostech, nicméně napsal, že jeho otec byl trpělivý a přísný, když ho učil konfuciánské klasiky a historii. Tyto zkušenosti patrně ovlivnily jeho morální hodnoty, charakteristické přísnou sebekázní a poslušností autoritám.
Složil všechny stupně úřednických zkoušek, v červnu 1521 i nejvyšší z nich – palácové zkoušky a získal titul ťin-š’. Poté začal svou úřednickou kariéru v administrativě tehdejší Číny, říše Ming. Dostal nevýznamnou funkci na ministerstvu prací v Pekingu, ale zřejmě svou pozici neměl rád a vrátil se domů. Toto krátké období byla jediná Ču Wanova funkce v hlavním městě za celou jeho kariéru. Roku 1522 ho císař Ťia-ťing jmenoval krajským správcem v Ťing-čou (景州) v severním metropolitním regionu, příští rok byl přeložen ve stejné funkci do Kchaj-čou (開州) v provincii Che-nan. V letech 1527–1532 pracoval v nankingských ministerstvech trestů, vojenství a státní správy.

## Vyšší funkce v provinciích
Roku 1532 byl přeložen z Nankingu do provincií, kde sloužil až do své smrti. Nejprve byl poslán do provincie Ťiang-si, kde působil jako pomocník vedoucího provinčního administrativního úřadu (江西布政司右參議, Ťiang-si pu-šeng-s’ jou-cchan-i), zde se mimo jiné zabýval neposlušným obyvatelstvem okresu Tung-siang, bránícímu se povinné robotě pro stát. Poté, roku 1536, byl poslán do S’-čchuanu na místo zástupce kontrolního komisaře (四川按察司副使, S’-čchuan an-čcha-s’ fu-š’). Zde reorganizoval místní domobranu, s níž porazil domorodé bandity v Mao-čou (茂州) a Wej-čou, což umožnilo zrušit dosavadní praxi placení jim za neútočení. Své zážitky zaznamenal v knize Mao-pien ťi-š’ (茂邊紀事).
Roku 1541 byl jmenován zástupcem vedoucího provinčního administrativního úřadu Šan-tungu (山東左參政, Šan-tung cuo-cchan-čeng). V úřadě osvobodil šantungské vojáky z povinnosti služby ve vzdálených posádkách, aby mohli posílit místní obranu. Roku 1543 byl poslán do jihozápadní provincie Jün-nan řídit provinční kontrolní úřad (ve funkci kontrolního komisaře, 雲南按察司, Jün-nan an-čcha-s’), ale následující rok se vrátil do Šan-tungu jako vedoucí provinčního administrativního úřadu (山東右布政使, Šan-tung jou pu-čeng-š’). Roku 1545 byl přeložen ve stejné funkci do Kuang-tungu (廣東左布政使, Kuang-tung cuo pu-čeng-š’). V roce 1546 byl Ču Wan jmenován velkým koordinátorem jižního Ťiang-si (南贛巡撫, Nan-Kan sün-fu), post přibližně odpovídal guvernéru regionu a stál nad místními vojenskými, civilními i kontrolními úřady.

## Náčelník pobřežní obrany Če-ťiangu a Fu-ťienu
Po několikaleté debatě o nepokojích na východním a jižním pobřeží Číny se roku 1547 vláda říše Ming vedená velkým sekretářem Sia Jenem rozhodla zřídit pozici náčelníka pobřežní obrany ve dvou nejvíce postižených provinciích, Če-ťiangu a Fu-ťienu, celý název funkce zněl „velký koordinátor Če-ťiangu a náčelník pobřežní obrany Če-ťiangu a Fu-ťienu“ (巡撫浙江兼提督浙閩海防軍務, sün-fu Če-ťiang ťien tchi-tu Če-Min chaj-fang ťün-wu), do funkce byl jmenován Ču Wan. Bylo to poprvé po několika desetiletích, co se v Če-ťiangu objevil velký koordinátor.
Při příchodu Ču Wana koncem roku 1547 byla situace na pobřeží velmi špatná. V prosinci 1547 Portugalci vyplenili Čang-čou, a v únoru příštího roku města Ning-po a Tchaj-čou v bezprecedentním útoku napadlo na tisíc lupičů se stovkou lodí. V době útoku Ču Wan prováděl inspekci ve Fu-ťienu; místní vládní oddíly nebyly schopné zabránit útočníkům v zabíjení, plenění a pálení vládních úřadů a domů. I přes neutěšený stav pobřežní obrany a rozsáhlé tajné dohody mezi místní džentry a pašeráky se Ču Wan energicky pustil do díla. Přísně vymáhal dodržování zákazu námořního zahraničního obchodu, pod trestem smrti komukoliv zakazoval pouštět se na moře, nechal všechny dostupné lodě použít pro obranu pobřeží. Zveřejňoval jména vlivných osob zapojených do nezákonného obchodu, ke zlosti místní džentry. Nicméně nebyl úplně proti stykům se zahraničím, např. bez problému přijal oficiální japonskou obchodní misi v jejíž čele stál Sakugen Šúrjó, která připlula začátkem roku 1548. Mise ovšem byla v souladu s vládní politikou, která předpokládala vedení zahraničněobchodní výměny pouze v rámci oficiálních tributních vztahů.
Dne 15. dubna 1548 Ču Wanova flotila pod velením Lu Tchanga a Kche Čchiaoa (柯喬) vyrazila z Wen-čou k základně nelegálních obchodníků a pirátů na ostrově Šuang-jü. Flotila připlula k Šuang-jü jednu noc v červnu, pod rouškou mlhy. Při následném útoku padl do zajetí vůdce obchodníků a pirátů Sü Tung (許棟) a s ním zahynulo několik set pašeráků, ale Sü Tungovi zástupci Li Kuang-tchou (李光頭) a Wang Č’ utekli. Lu Tchang pak podle Ču Wanova příkazu město pašeráků srovnal se zemí a přístav zavalil kamením, čímž ho učinil trvale nepoužitelným. Ču Wan i jeho generálové dostali za vítězství velkou odměnu ve stříbře, ale také si vysloužili zlobu svých politických nepřátel mezi džentry, jejichž zisky byly přímo ovlivněny zničením Šuang-jü. Jeho protivníci požadovali snížení jeho kompetencí na úroveň generálního inspektora (巡視, sün-š’) s formálním odůvodněním, že jeden člověk by neměl mít pravomoce ve dvou provinciích.

## Politický pád a smrt
Po ztrátě Šuang-jü se pašeráci rozptýlili podél pobřeží Če-ťiangu a Fu-ťienu při hledání nových výhodných základen. Jako nejvhodnější místo pro nové obchodní centrum si vybrali hluboký záliv Cou-ma-si na poloostrově Tung-šan poblíž hranice provincií Fu-ťien a Kuang-tung, v němž byly lodě dobře chráněné před větrem, a obyvatelé blízkého Mej-lingu (梅嶺) byli silně zapojeni do nezákonného obchodu.
Dne 19. března 1549 Lu Tchang a Kche Čchiao přepadli dvě džunky v Cou-ma-si s Portugalci na palubě, což mělo za následek 33 mrtvých a 206 zajatých pašeráků. Mezi zajatci byli Li Kuang-tchou a několik Portugalců. V obavě, že by si zajatci mohli úplatky zajistit svobodu, nechal Ču Wan 96 čínských pašeráků popravit s odvoláním na své pravomoci.
Popravy provedené bez souhlasu jak pekingských úřadů, tak císaře, poskytly Ču Wanovým nepřátelům vynikající příležitost ke kritice. Dne 27. dubna 1549 byl oficiálně obžalován za překročení kompetencí, císař Ťia-ťing ho odvolal z funkce a nařídil úplné vyšetřování věci. Ču Wan viděl, že má malou šanci vyváznout, zejména proto, že jeho patron Sia Jen byl popraven v nemilosti v říjnu předešlého roku. Napsal svůj vlastní epitaf a v lednu 1550 spáchal sebevraždu vypitím jedu. Vyšetřování potvrdilo obvinění, že zabil vězně bez císařského souhlasu, byl proto nad ním vynesen posmrtný rozsudek smrti. Generálové Lu Tchang a Kche Čchiao byli také odsouzeni k smrti, naopak zajatí portugalští pašeráci byli potrestáni jen lehce, posláním do vyhnanství.
Po smrti Ču Wana byla jeho politika rázného postupu proti pašerákům opuštěna a loďstvo, jím shromážděné k boji s nimi, rozpuštěno. Jeho funkce velkého koordinátora Če-ťiangu zůstala tři roky neobsazena, a v nepříznivé politické atmosféře vyvolané jeho zásahy a smrtí vládní úředníci nepřipomínali poměry na pobřeží. Džentry pobřežních provincií sice přemohla Ču Wana, ale po jeho pádu neměli stoupenci vlády v pobřežních regionech vojenskou moc dostatečnou k ovládnutí situace, čehož plně využili pašeráci wo-kchou, když v následujícím desetiletí obnovili a ještě zesílili své nájezdy.
Současníci i pozdější historici litovali Ču Wanova osudu kvůli jeho spravedlnosti a stálému odporu proti vlivným rodinám pobřežních provincií. Jeho jméno nakonec 22. prosince 1587 očistil císař Wan-li.